# Willy Reitgaßl
Willy Reitgaßl (* 29. Februar 1936 in Landshut; † 23. August 1988 in Groß-Umstadt) war ein deutscher Fußballspieler, der von 1958 bis 1968 für den Karlsruher SC und den 1. FC Kaiserslautern in der Oberliga bzw. Bundesliga spielte sowie 1960 für die deutsche Fußballnationalmannschaft ein Spiel bestritt.
Reitgaßl kam über die SpVgg Landshut (bis 1955) und den VfB Coburg (1955–1958) zum Karlsruher SC, für den er von 1958 bis 1962 in der Oberliga Süd spielte. Bereits in der Saison 1958/59 hatte sich der Stürmer einen Stammplatz erkämpft, ein Jahr später gewann er mit dem KSC die süddeutsche Meisterschaft und erreichte das Endspiel des DFB-Pokals 1960, das aber gegen Borussia Mönchengladbach mit 2:3 verloren ging.
Nach 95 Oberligaspielen und 33 Toren sowie 4 Einsätzen im DFB-Pokal, in denen er 3 Tore für die Karlsruher schoss, wechselte Reitgaßl 1962, ein Jahr vor dem Bundesligastart, in die Pfalz zum 1. FC Kaiserslautern. Hier trug er mit seinen 16 Toren in 28 Spielen wesentlich zur direkten Qualifikation der Lauterer für die 1963 neu gegründete Bundesliga bei, in deren ersten vier Spielzeiten Reitgaßl Stammspieler des FCK war und in 126 Spielen 32 Tore erzielte. In seiner letzten Saison 1967/68 kam er zu drei weiteren Einsätzen, letztmals am 2. Dezember 1967 gegen Borussia Dortmund.
Vom Betzenberg wechselte er zur Runde 1968/69 zu Sittardia Sittard in die Niederlande und kehrte dann in die Pfalz zurück und schloss sich dem Amateurverein SV Kirchenbollenbach (1970–1972) an.
Im Amateurlager hatte der torgefährliche rechte Flügelstürmer im Jahr 1955 mit der Verbandsauswahl Bayern – Mitspieler waren Fritz Semmelmann und Johann Zeitler – mit 5:2 Toren den Länderpokal gegen Westfalen gewonnen und am 19. Mai 1957 hatte er kurz vor seiner Karlsruher Zeit ein Amateurländerspiel gegen England bestritten und dabei mit Matthias Mauritz den rechten Flügel der DFB-Amateurelf gebildet. Reitgaßl kam beim KSC 1959 zu einem Kurzeinsatz in der B-Auswahl gegen Ungarn und wurde 1960 von Sepp Herberger in die A-Nationalmannschaft berufen und erzielte beim 5:0 in Island ein Tor. Trotz des Tores blieb er in diesem Spiel hinter den in ihn gesteckten Erwartungen zurück, so dass es sein einziger Einsatz für die deutsche A-Nationalmannschaft blieb.
Willi Reitgaßl starb am 23. August 1988 im Alter von 52 Jahren in Groß-Umstadt.